# Ryūji Satō (actor)
Ryūji Satō (佐藤 流司 Satō Ryūji?,  Prefectura de Miyagi, Japón, 17 de enero de 1995) es un actor y cantante japonés. Como actor, Satō es representado por Himawari Theatre Group, mientras que como cantante lo es por JVCKenwood Victor Entertainment.

## Biografía
Satō nació el 17 de enero de 1995 en la prefectura de Miyagi, Japón. Se interesó en la industria del entretenimiento a muy temprana edad y deseaba convertirse en artista a pesar de la oposición sus padres, quienes, en su lugar, le alentaban a seguir "un estilo de vida normal". Satō posteriormente envió un currículum a la agencia Himawari Theatre Group tras ver un anuncio en el periódico y fue aceptado por la misma. Debutó como actor en 2011, interpretando a Teruhiko Satake en la serie de televisión Kamen Rider Fourze.
Satō se mudó a Tokio en abril de 2012. En 2013, debutó como actor teatral en la adaptación a musical del manga Nintama Rantarō. También ha aparecido en los musicales de The Prince of Tennis, Naruto y Tōken Ranbu. En 2017, interpretó su primer personaje principal en la película Please Please Please. Al año siguiente, interpretó a Hajime Katayama en la serie Ochanomizu Rock. También ha aparecido en películas como Sea Opening, Double Drive: Ookami no Okite y Double Drive: Ryū no Kizuna.
El 1 de enero de 2018, Satō hizo su debut como cantante con el proyecto musical "The Brow Beat", en el que actúa bajo el nombre de Ryūji. En 2019, interpretó a Kakeru Suzuki en la serie de drama Real - Fake, en la que actuó junto a Shōta Aoi, Toshiyuki Someya, Keisuke Ueda y Yoshihiko Aramaki, entre otros. Satō también interpretó el tema principal de Real - Fake junto al resto del reparto principal. 

## Filmografía

### Televisión
| Año  | Título                         | Papel             | Notas     |
| ---- | ------------------------------ | ----------------- | --------- |
| 2011 | Kamen Rider Fourze             | Teruhiko Satake   | Rol debut |
| 2017 | Five                           | Toshi Shimizu     |           |
| 2018 | Ochanomizu Rock                | Hajime Katayama   | Principal |
| 2018 | Eerie Mienai Kao               | Seiya             |           |
| 2019 | High & Low THE WORST Episode.0 | Yasushi Nishikawa |           |
| 2019 | Real - Fake                    | Kakeru Suzuki     |           |
| 2019 | Re: Follower                   | Kimito Shiroe     |           |
| 2023 | Kamen Rider Geats              | Jit               |           |

### Películas
| Año  | Título                                             | Papel                    | Notas             |
| ---- | -------------------------------------------------- | ------------------------ | ----------------- |
| 2012 | Kamen Rider Fourze the Movie: Space, Here We Come! | Teruhiko Satake          |                   |
| 2017 | Please Please Please                               | Shinji                   | Principal         |
| 2018 | Sea Opening                                        | Shinji                   |                   |
| 2018 | Double Drive: Ookami no Okite                      | Junya Igarashi           |                   |
| 2018 | Double Drive: Ryū no Kizuna                        | Junya Igarashi           | Principal         |
| 2019 | Hatsukoi: Otosan, Chibi ga Inaku Narimashita       | Yongi / Sasahara         |                   |
| 2019 | Patalliro!                                         | Repartidor de periódicos | Invitado          |
| 2019 | High & Low THE WORST                               | Shunsuke Ota             | Yasushi Nishikawa |

## Discografía

### Álbumes
| Año  | Título   | Lanzamiento        | Oricon                |
| ---- | -------- | ------------------ | --------------------- |
| 2018 | Ragnarok | 1 de enero de 2018 | 9 (general) 1 (indie) |
| 2019 | Hameln   | 1 de enero de 2019 |                       |